# Brindas
Brindas är en kommun i departementet Rhône i regionen Auvergne-Rhône-Alpes i östra Frankrike. Kommunen ligger i kantonen Vaugneray som tillhör arrondissementet Lyon. År 2022 hade Brindas 6 718 invånare.

## Befolkningsutveckling
Antalet invånare i kommunen Brindas
| Referens: INSEE |